# Страшилијада
„Страшилијада“ или „Страшна страшилијада“ је манифестација посвећена страшилима која се одржава сваке године о Великогоспојинској слави у Бољевцима надомак Београда. Прва Страшилијада је одржана 2001. године.
Основна делатност Сремаца овог краја је ратарство, а најчешће културе које се гаје су жито и кукуруз. Некада, али и данас, како би се заштитила поља од птица, на њих су се постављала страшила како би се плашиле штеточине. Бранислав Алексић и деца из Бољеваца су дошли на идеју да се организује избор за најмаштовитије страшило. Сваки посетилац „Старшилијаде“ може да се увери у маштовитост, домишљатост и смисао за хумор исказан кроз разне облике страшила. На тај начин свако од њих постаје својеврсно уметничко дело. У њиховој изради често учествују сви чланови породице, али предњаче деца. Предвиђене су и награде за двадесетак најуспешнијих радова у виду играчака, као што су бицикл са електричним мотором, ролери, лопте, рекете... О додели награда одлучује жири. Осим ове изложбе, одржава се и изложба мини страшила и такмичење за најбољу маску страшила. Ова манифестација временом постаје веома атрактивна за туризам и једна је од могућности за развој управо ове привредне гране у општини Сурчин.